# Eduardo Garzón
Eduardo Garzón Espinosa (Logroño, 7 de enero de 1988) es un economista y profesor universitario español.

## Biografía
Eduardo Garzón nació en Logroño en 1988. Es hermano de Alberto Garzón Espinosa.
Estudió Economía y Administración y Dirección de Empresas en la Universidad de Málaga . Realizó un máster en Economía Internacional y Desarrollo en la Universidad Complutense de Madrid, realizando el doctorado en la Universidad Autónoma de Madrid.
Fue asesor de economía en el Ayuntamiento de Madrid del área de Carlos Sánchez Mato durante el mandato de Manuela Carmena.
Actualmente es profesor ayudante en la Universidad Autónoma de Madrid.
Es miembro del Consejo Científico de ATTAC España. Colabora habitualmente con diferentes medios de comunicación, como Eldiario.es, La Marea, El Jueves, Telecinco, TVE y La Sexta, además de tener un blog sobre economía: Saque de esquina.

## Libros
- Garzón Espinosa, Eduardo (2024). Modern Monetary Theory: A Comprehensive and Constructive Criticism (en inglés). Taylor & Francis. ISBN 9781032443652.
- Garzón Espinosa, Eduardo (2021). La otra economía que no nos quieren contar: Teoría Monetaria Moderna para principiantes. Akal. ISBN 9788446051305.
- Garzón Espinosa, Eduardo (2019). 919 Días ¡Sí Se podía!: Cómo el Ayuntamiento de Madrid puso la economía al servicio de la gente. Akal. ISBN 9788446048633.
- Garzón Espinosa, Eduardo (2017). Desmontando los mitos económicos de la derecha: Guía para que no te la den con queso. Península. ISBN 9788499426013.
- Garzón Espinosa, Eduardo (2015). El Trabajo Garantizado: Una propuesta necesaria frente al desempleo y la precarización. Akal. ISBN 9788446042594.